# Valkyrieridtet
Valkyrieridtet (Ritt der Walküren) er den populære betegnelse for begyndelsen af tredje akt af Die Walküre, den anden af de fire operaer af Richard Wagner, der udgør Der Ring des Nibelungen. Det vigtigste tema i musikken, ledemotivet, der bærer betegnelsen Walkürenritt, blev først nedskrevet af komponisten den 23. juli 1851. Det foreløbige udkast til valkyrieridtet blev komponeret i 1854 som en del af hele operaen, der var fuldt orkestereret ved udgangen af første kvartal af 1856. Sammen med brudekoret fra Lohengrin er valkyrieridtet et af Wagners mest kendte stykker og benyttet i en række andre sammenhænge.
Musikken varer omkring otte minutter og indleder akten og opbygges successivt af instrumentgrupper, indtil tæppet går og scenen viser en bjergtop, hvor fire af Brünnhildes otte valkyriesøstre har samlet sig for at bringe døde helte til Valhalla. Valkyrieridtet spiller, mens de fire øvrige valkyrier indfinder sig på bjergtoppen. Mens valkyrieridtet lyder, høres valkyrierne hilse på hinanden og synge deres kampråb (hojotoho!). Bortset fra rhindøtrenes sang i Das Rheingold er valkyrieridtet det eneste ensemble i de første tre operaer af Wagners Ring-cyklus.

## Opførelse
Den komplette opera blev uropført den 26. juni 1870 på Nationaltheater i München mod komponistens hensigt. I januar året efter modtog Wagner en anmodning om tilladelse til en separat opførelse af valkyrieridtet, men komponisten afviste det pure. Alligevel blev stykket trykt og solgt i Leipzig, hvorfor Wagner efterfølgende skrev en klage til udgiveren, Schott. I perioden frem til den første opførelse af hele Ring-cyklussen modtog Wagner fortsat anmodninger om særskilte opførelser. Da Ringen var blevet opført i Bayreuth i 1876, ophævede Wagner sit forbud. Han dirigerede selv valkyrieridtet i London den 12. maj 1877 og gentog det som et ekstranummer.
I koncertrepertoiret er valkyrieridtet fortsat et populært ekstranummer, især hvis programmet har budt på andre Wagner-uddrag. For eksempel er det ved en promenadekoncert blevet opført af Klaus Tennstedt og London Philharmonic Orchestra den 6. august 1992. og af Valerij Gergijev med Kirov Orkesteret den 28. august 2001. Det blev også opført som en del af BBC Doctor Who Prom den 27. juli 2008.

## Anvendelser af valkyrieridtet
En gruppe af tyske kampvogne siges at have spillet valkyrieridtet på deres kortbølgeradioer lige før et angreb under Anden Verdenskrig. Det er beskrevet i bogen Le Soldat oublié, der er skrevet i slutningen af 1940'erne og offentliggjort første gang på fransk i 1960'erne, som hævder at være en personlig beretning om forfatteren, Guy Sajer, og hans erfaring som soldat i den tyske "Großdeutschlanddivision". Han beskriver hvordan han stod ved siden af kampvognene i Slaget ved Memel (nu Klaipeda) og anfører i bogen, at det var "et passende akkompagnement".
Valkyrieridtet er også blevet brugt til at ledsage flere udgaver af Die Deutsche Wochenschau, den tyske ugerevy under krigen, som lod musikken ledsage Luftwaffes bombeangreb. 

## Valkyrieridtet i populærkulturen
Valkyrieridtet er blevet brugt til at ledsage levende billeder siden Hollywoods tidligste dage. Det oprindelige partitur til D. W. Griffiths film The Birth of a Nation (1915) blev komponeret af Joseph Carl Breil og Griffith selv; Valkyrieridtet indgik i tredje akt.
Den mest berømte filmbrug af musikken er formentlig den scene i Apocalypse Now, hvor en helikoptereskadrille angriber en vietnamesisk landsby. Oberstløjtnant Bill Kilgore (Robert Duvall), beordrer musikken spillet med begrundelsen: "It scares the hell out of the slopes!"
Musikken benyttes også i Chuck Jones' tegnefilm, What's Opera, Doc? med Elmer Fjot og Bugs Bunny i en parodi på opera i almindelighed og Wagner i særdeleshed. Teksterne "Kill da wabbit! Kill da wabbit! Kill da wabbit!" synges til valkyrieridtets tema.
Musikken spilles også i The Blues Brothers, hvor Illinois' neo-nazister begynder at jage efter Elwood og Jake .
Musikken er også blevet brugt i europæisk film. For eksempel spiller temaet en vigtig rolle i Federico Fellinis 8½, hvor det forekommer to gange, første gang, hvor hovedpersonen møder Mario Mezzabotta og anden gang under optøjerne i "haremsscenen".
Ligeledes er musikken benyttet i filmen Watchmen fra 2009.

## Eksterne links
- Lyt til valkyrieridtet på Gutenberg-projektet i MP3-format.